# Cryptopimpla quadrilineata
Cryptopimpla quadrilineata är en stekelart som först beskrevs av Johann Ludwig Christian Gravenhorst 1829.  Cryptopimpla quadrilineata ingår i släktet Cryptopimpla och familjen brokparasitsteklar. Arten är reproducerande i Sverige.

## Underarter
Arten delas in i följande underarter:
- C. q. jocosa
- C. q. carolina
- C. q. clara